# NGC 6377
NGC 6377 (другие обозначения — UGC 10855, MCG 10-25-26, ZWG 300.24, KCPG 516B, KAZ 136, 7ZW 712, PGC 60264) — галактика в созвездии Дракон.
Этот объект входит в число перечисленных в оригинальной редакции «Нового общего каталога».